# روجر بيترز
روجر بيترز (بالإنجليزية: Roger Peters)‏ (5 مارس 1944 شلتنهام المملكة المتحدة - ) هو لاعب كرة قدم بريطاني.